# Provincie Florida
Florida je provincie v departementu Santa Cruz v Bolívii. Hlavním městem provincie je Samaipata. Provincie byla zřízena na základě zákona z 15. prosince 1924. Vznikla rozdělením provincie Vallegrande. Název provincie je odvozen od bitvy bolivijské války za nezávislost, která se odehrála u La Floridy v sousední provincii Cordillera 25. května 1814.

## Administrativní členění
Provincie se člení na čtyři municipia, která jsou dále rozdělena na kantony.
- Samaipata
- Pampa Grande
- Mairana
- Quirusillas

## Zajímavosti
- Archeologická lokalita pevnost Samaipata (El Fuerte de Samaipata), která je od roku 1998 na seznamu světového dědictví UNESCO, a národní park Amboró jsou hlavními turistickými atrakcemi provincie.
- Jezero Laguna Volcán
- Las Cuevas - vodopády a laguny s písečnými plážemi

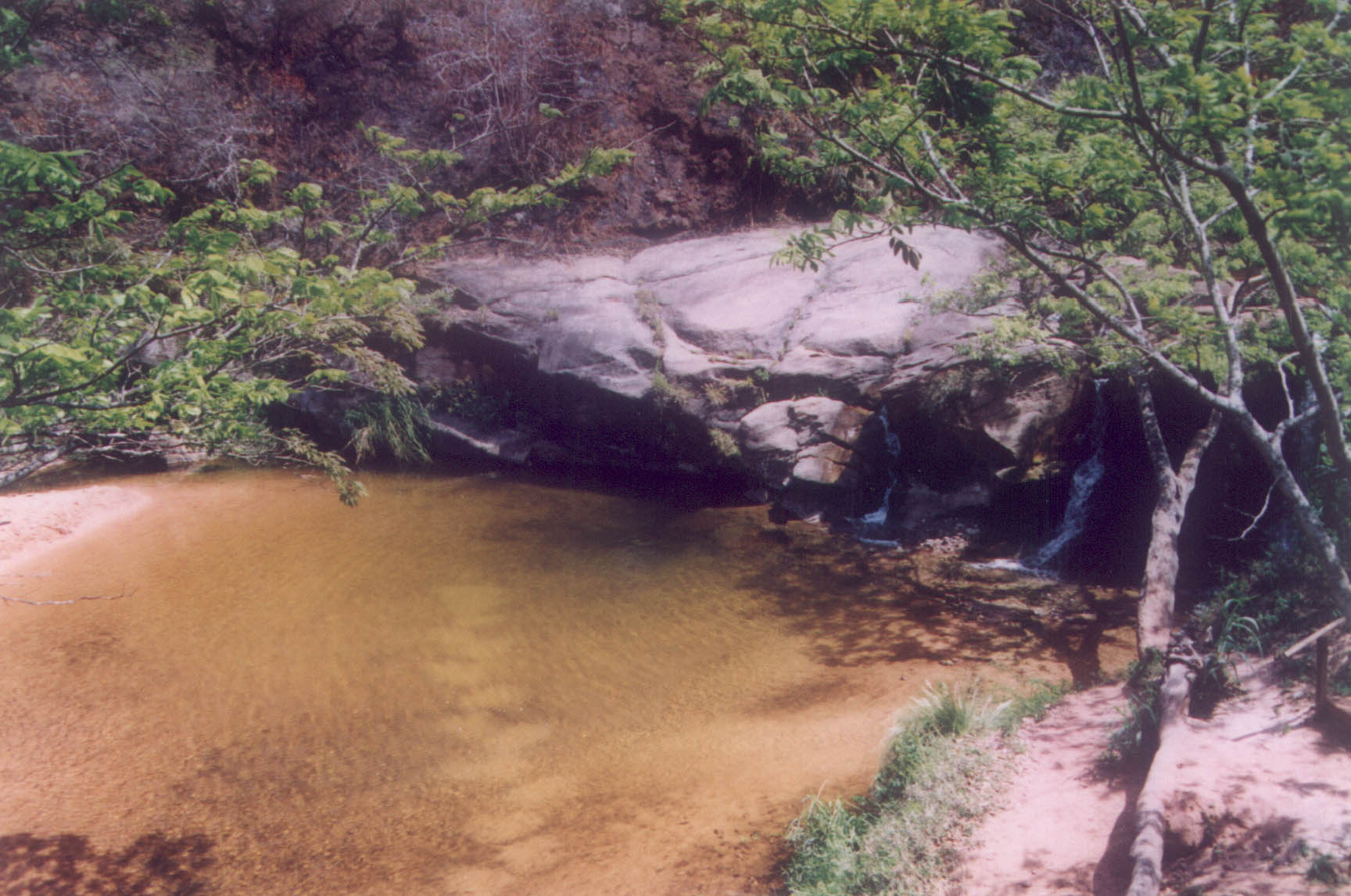
Las Cuevas
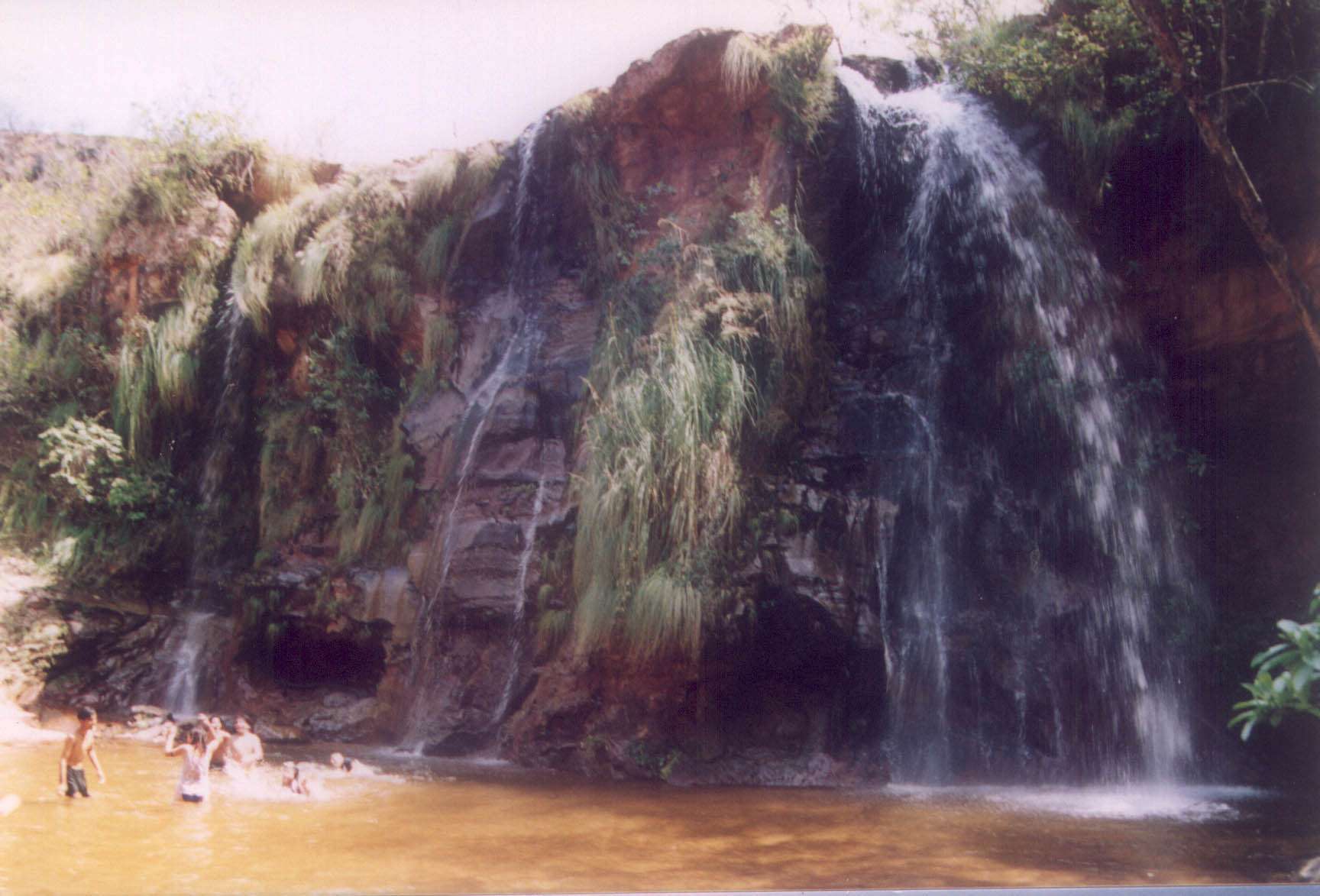
Las Cuevas
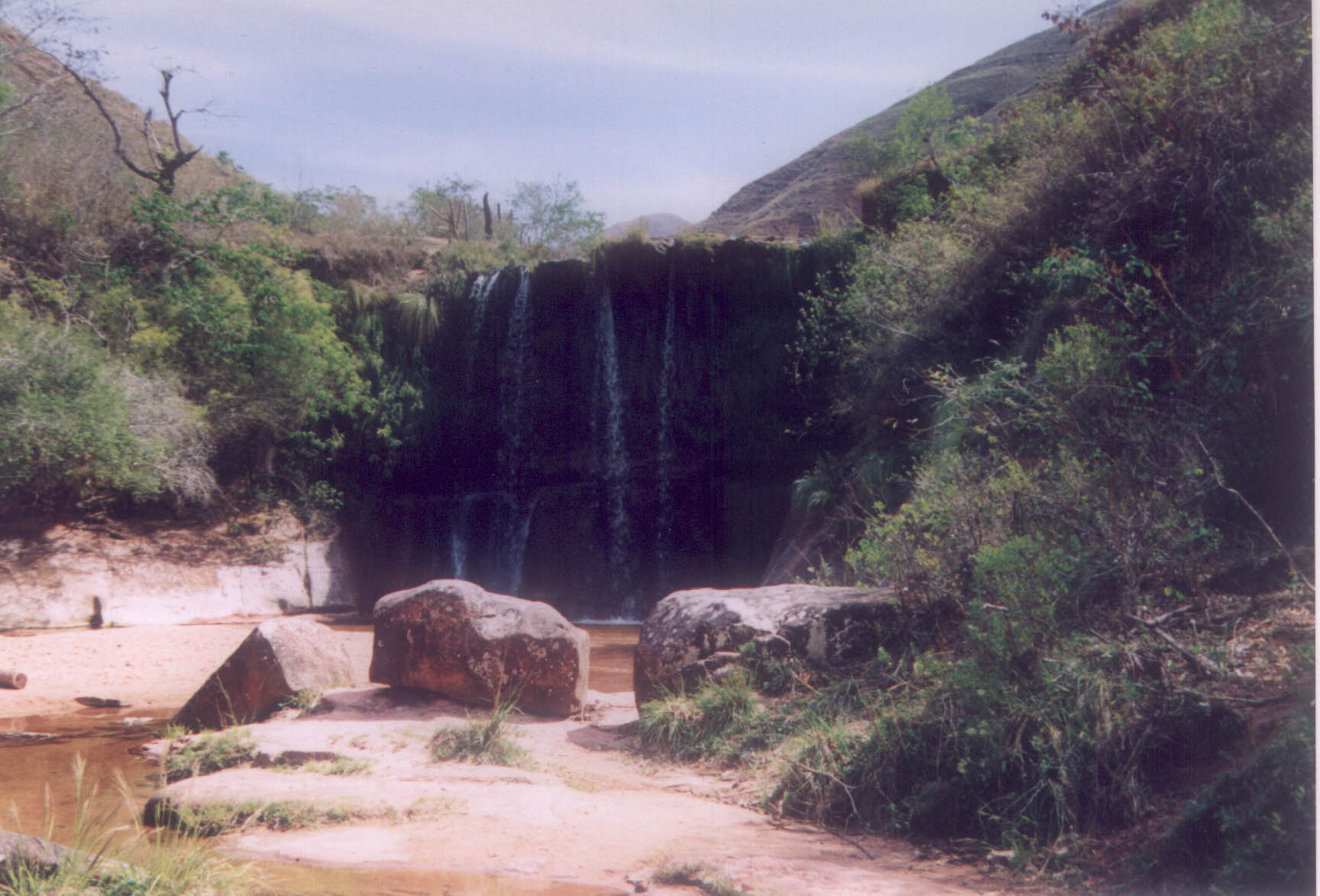
Las Cuevas
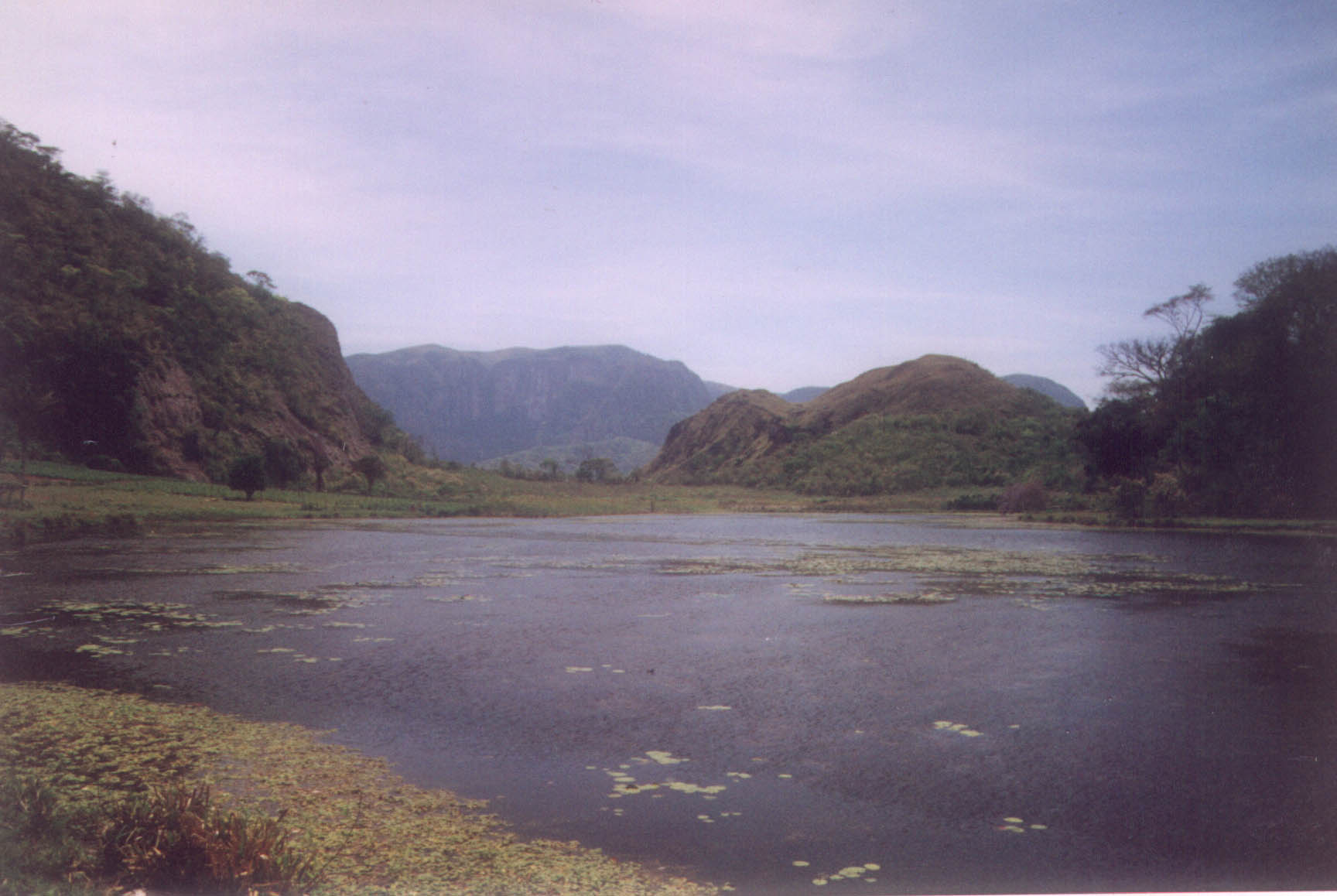
Laguna Volcán